# Paul Ullrich

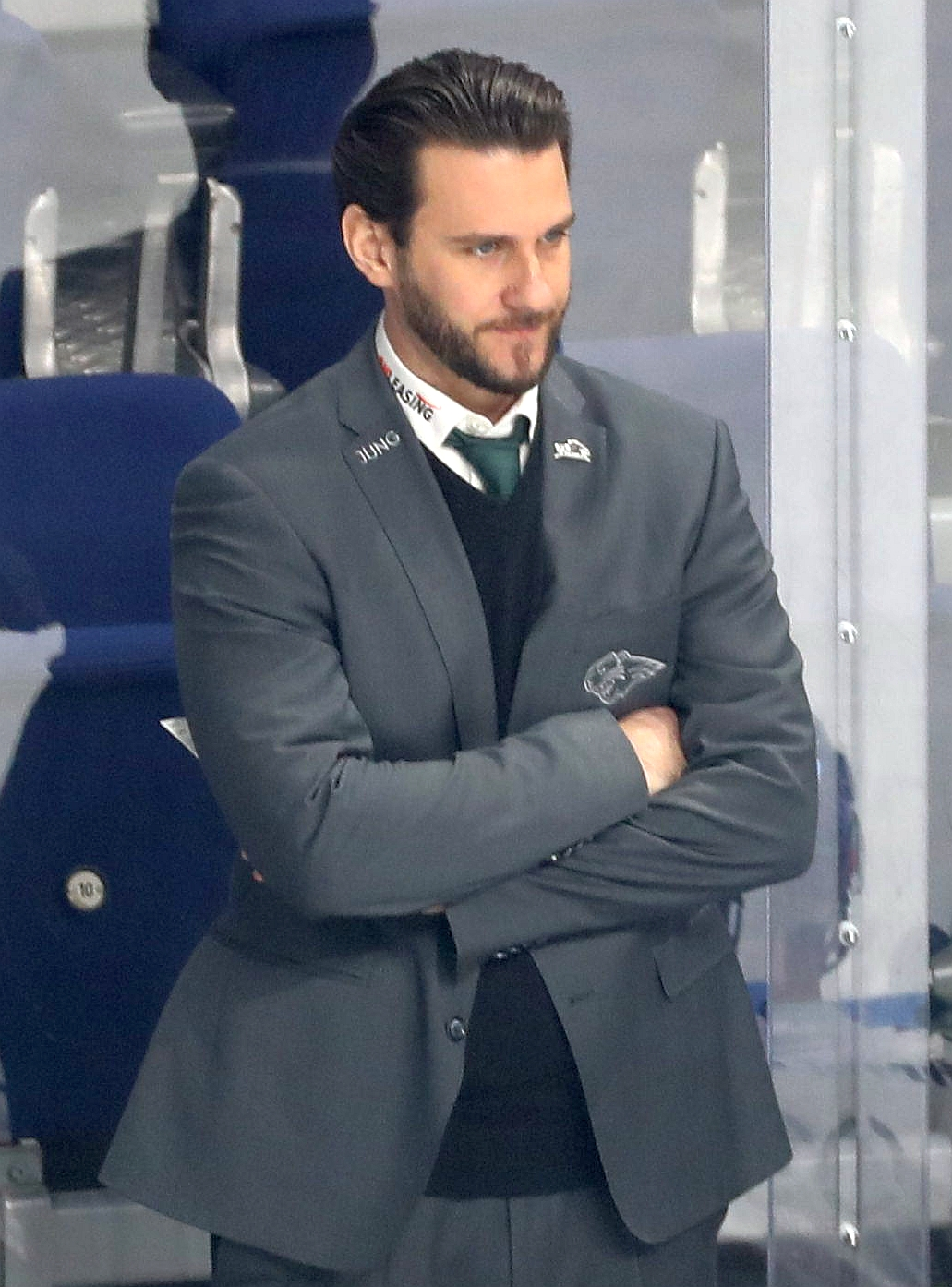
Paul Ullrich als Assistenztrainer der Augsburger Panther (März 2022)

Paul Ullrich (* 3. April 1986 in Villach) ist ein ehemaliger österreichischer Eishockeyspieler auf der Position des Verteidigers und heutiger -trainer, Spezialist für individuelles Techniktraining (Skills-Coaching) und Gründer der Trainingsorganisation Skillz Company. Er war der erste österreichische Trainer in der KHL. Seit 2024 ist er Assistenztrainer der österreichischen Eishockeynationalmannschaft.

## Karriere

### Als Spieler
Paul Ullrich durchlief die Nachwuchsmannschaften des EC VSV und debütierte während der Saison 2004/05 in der Kampfmannschaft des Vereins in der Erste Bank Eishockey Liga. 2006 gewann er mit dem VSV die österreichische Meisterschaft und wechselte anschließend innerhalb der Liga zu den Vienna Capitals.
Während der Saison 2007/08 spielte er für das EHC Team Wien in der Nationalliga, ehe er seine Profikarriere beendete. Ein Jahr später kehrte er für das Amateurteam Hockeyclub „Die 48er“ aufs Eis zurück.

### Als Trainer
2011 begann Ullrich seine Trainerlaufbahn im Nachwuchsbereich der Vienna Capitals, wo er mehrere Altersstufen betreute. Zwischen 2013 und 2017 war er zudem Assistenztrainer der österreichischen U18- und U20-Nationalteams. 
2017 wurde er als Skills Coach von Lokomotiv Jaroslawl verpflichtet und war damit der erste Österreicher im Trainerstab eines KHL-Teams. Anschließend arbeitete er bei mehreren Vereinen, darunter der EC VSV, die Black Wings Linz (ICEHL) und die Graz 99ers.
Ab Beginn der Saison 2021/22 war Ullrich zunächst als Techniktrainer (Skills Coach) bei den Augsburger Panther in der DEL tätig. Im Februar 2022 wurde er offiziell zum Assistenztrainer befördert, während er seine Aufgabe als Skills Coach weiterhin ausübte.
Seit 2023 ist Ullrich erneut Teil des Trainerstabs der österreichischen Nationalmannschaft.
Ullrich besitzt die A-Lizenz des ÖEHV, absolvierte einen Diplom-Trainerlehrgang in Vierumäki, Finnland, und erwarb einen Masterabschluss in Pädagogik. In seiner Masterarbeit beschäftigte er sich mit der Förderung der Generation Z. 2016 gründete Ullrich die Skillz Company, eine auf individuelles Techniktraining im Eishockey spezialisierte Organisation. Das Angebot umfasst Skill-Camps und Einzeltrainings für Nachwuchs- und Profispieler, darunter auch Aktive aus der NHL. Zu den bekannten Teilnehmern zählen unter anderem Michael Raffl, Thomas Raffl, Marco Rossi, Michael Grabner, Tim Stützle und Grigori Denissenko.